# Salamon-szigeteki labdarúgó-szövetség
Salamon-szigeteki labdarúgó-szövetség (SIFF) (angolul: Solomon Islands Football Federation).

## Történelme
1978-ban alapították. A Nemzetközi Labdarúgó-szövetségnek (FIFA) és az Óceániai Labdarúgó-szövetségnek (OFC) 1988-tól tagja. Fő feladata a nemzetközi kapcsolatokon kívül, a  Salamon-szigeteki labdarúgó-válogatott férfi és női ágának, a korosztályos válogatottak illetve a nemzeti bajnokság, kupák szervezése, irányítása.
A Labdarúgó-szövetség 212 labdarúgó csapatot (egyesületet) és 8820 labdarúgó sportolót tart nyilván.

### Bizottságai
Játékvezető Bizottság (JB) – felelős a játékvezetők utánpótlásáért, elméleti (teszt) és cooper (fizikai) képzéséért, foglalkoztatásáért.

## Külső hivatkozások
- Salamon-szigeteki Labdarúgó-szövetség. World Referee. [2007. június 23-i dátummal az eredetiből archiválva]. (Hozzáférés: 2014. október 23.)